# Manin
Manin és un municipi francès situat al departament del Pas de Calais i a la regió dels Alts de França. L'any 2007 tenia 189 habitants.

## Demografia

### Població
El 2007 la població de fet de Manin era de 189 persones. Hi havia 72 famílies de les quals 16 eren unipersonals (4 homes vivint sols i 12 dones vivint soles), 24 parelles sense fills i 32 parelles amb fills.
La població ha evolucionat segons el següent gràfic:
Habitants censats

### Habitatges
El 2007 hi havia 80 habitatges, 73 eren l'habitatge principal de la família, 3 eren segones residències i 4 estaven desocupats. Tots els 80 habitatges eren cases. Dels 73 habitatges principals, 67 estaven ocupats pels seus propietaris i 6 estaven llogats i ocupats pels llogaters; 3 tenien dues cambres, 7 en tenien tres, 20 en tenien quatre i 43 en tenien cinc o més. 73 habitatges disposaven pel capbaix d'una plaça de pàrquing. A 30 habitatges hi havia un automòbil i a 40 n'hi havia dos o més.

### Piràmide de població
La piràmide de població per edats i sexe el 2009 era:
| Homes | Edats   | Dones |
| ----- | ------- | ----- |
| 0     | 95 o +  | 0     |
| 0     | 90 a 94 | 0     |
| 0     | 85 a 89 | 4     |
| 0     | 80 a 84 | 4     |
| 0     | 75 a 79 | 0     |
| 4     | 70 a 74 | 0     |
| 0     | 65 a 69 | 4     |
| 4     | 60 a 64 | 4     |
| 0     | 55 a 59 | 4     |
| 12    | 50 a 54 | 8     |
| 8     | 45 a 49 | 8     |
| 8     | 40 a 44 | 4     |
| 8     | 35 a 39 | 0     |
| 8     | 30 a 34 | 12    |
| 4     | 25 a 29 | 8     |
| 8     | 20 a 24 | 4     |
| 0     | 15 a 19 | 4     |
| 4     | 10 a 14 | 8     |
| 0     | 5 a 9   | 24    |
| 0     | 0 a 4   | 8     |

## Economia
El 2007 la població en edat de treballar era de 122 persones, 86 eren actives i 36 eren inactives. De les 86 persones actives 85 estaven ocupades (48 homes i 37 dones) i 1 aturada (1 dona i 1 dona). De les 36 persones inactives 18 estaven jubilades, 10 estaven estudiant i 8 estaven classificades com a «altres inactius».

### Ingressos
El 2009 a Manin hi havia 73 unitats fiscals que integraven 199 persones, la mediana anual d'ingressos fiscals per persona era de 20.933 €.

### Activitats econòmiques
Dels 4 establiments que hi havia el 2007, 1 era d'una empresa de serveis i 3 d'entitats de l'administració pública.
L'any 2000 a Manin hi havia 6 explotacions agrícoles.

## Equipaments sanitaris i escolars
El 2009 hi havia una escola maternal integrada dins d'un grup escolar amb les comunes properes formant una escola dispersa.

## Poblacions properes
El següent diagrama mostra les poblacions més properes.